# Holoplatys daviesae
Holoplatys daviesae là một loài nhện trong họ Salticidae. Loài này được phát hiện ở Queensland và New South Wales.